# Reithrodontini
Reithrodontini – plemię ssaków z podrodziny bawełniaków (Sigmodontinae) w obrębie rodziny chomikowatych (Cricetidae).

## Zasięg występowania
Plemię obejmuje gatunki występujące w Ameryce Południowej.

## Systematyka

### Podział systematyczny
Do plemienia należy jeden występujący współcześnie rodzaj:
- Reithrodon Waterhouse, 1837 – bruzdówka

Opisano również rodzaje wymarłe:
- Chukimys Barbière, Cruz, Ortiz & Pardiñas, 2016[10] – jedynym przedstawicielem był Chukimys favaloroi Barbière, Cruz, Ortiz & Pardiñas, 2016
- Olympicomys Steppan & Pardiñas, 1998[11] – jedynym przedstawicielem był Olympicomys vossi Steppan & Pardiñas, 1998